# Rostov (tỉnh)
Rostov Oblast (tiếng Nga: Росто́вская о́бласть, Rostovskaya oblast) là một chủ thể liên bang của Nga (một tỉnh. Trung tâm hành chính là thành phố Rostov trên sông Đông. Rostov Oblast có diện tích 100.800 kilômét vuông (38.900 dặm vuông Anh) và dân số 4,279,179 (Điều tra dân số 2010), là chủ thể liên bang đông dân thứ 6 ở Nga.
Tỉnh này giáp các tỉnh Luhansk và Donetsk của Ucraina về phía tây, tỉnh Volgograd và tỉnh Voronezh về phía bắc, Krasnodar và Stavropol ở phía nam, và Cộng hòa Kalmykia ở phía đông.

## Liên kết
- (tiếng Nga), *(tiếng Anh) Official webpage of Rostov Oblast.
- (tiếng Anh) News and events of Rostov Oblast Lưu trữ ngày 7 tháng 2 năm 2012 tại Wayback Machine.
- (tiếng Anh) The Rostov Region Official Tourism Portal Lưu trữ ngày 2 tháng 10 năm 2009 tại Wayback Machine.